# Anastasia di Meclemburgo-Schwerin
Anastasia di Meclemburgo-Schwerin, in tedesco Anastasia Alexandrine Cecile Marie Luise Wilhelmine Herzogin zu Mecklenburg-Schwerin (Gelbensande, 11 novembre 1923 – Amburgo, 25 gennaio 1979), fu principessa della casata di Meclemburgo-Schwerin.

## Biografia

### I primi anni
Anastasia nacque a Gelbensande, figlia dell'ex granduca Federico Francesco IV di Meclemburgo-Schwerin e di sua moglie, la principessa Alessandra di Hannover e Cumberland, figlia del principe ereditario Ernesto Augusto di Hannover e della principessa Thyra di Danimarca. A seguito della sconfitta dell'Impero tedesco nell'ambito della prima guerra mondiale suo padre abdicò il 14 novembre 1918 e la famiglia si trasferì dal palazzo granducale in altre residenze che il padre poté comprare con la forte indennità che riuscì ad ottenere dal governo repubblicano.
Anastasia sposò il principe Federico Ferdinando di Schleswig-Holstein-Sonderburg-Glücksburg, figlio minore del principe Alberto di Schleswig-Holstein-Sonderburg-Glücksburg e di sua moglie, la contessa Ortrude di Isenburg-Büdingen, il 1º settembre 1943 a Willigrad bei Schwerin. La coppia ebbe quattro figlie:
- Elisabetta Maria Alessandra (10 settembre 1945 - 8 agosto 2024), sposò il principe Ferdinando Enrico di Isenburg-Büdingen-Wachtersbach il 2 gennaio 1975
- Irene Olga Adelaide (n. 11 ottobre 1946)
- Margherita Federica Luisa (n. 10 febbraio 1948)
- Sibilla Ursula Ortrude (n. 11 settembre 1955), sposò Dieter Franz il 25 ottobre 1980

## Ascendenza
|                                                |                       |                                  | Genitori                                                       |  |  | Nonni |  |  | Bisnonni                                      |  |  | Trisnonni                              |  |
|                                                |                       |                                  |                                                                |  |  |       |  |  | Federico Francesco II di Meclemburgo-Schwerin |  |  | Paolo Federico di Meclemburgo-Schwerin |  |
|                                                |                       |                                  |                                                                |  |  |       |  |  | Federico Francesco II di Meclemburgo-Schwerin |  |  | Paolo Federico di Meclemburgo-Schwerin |  |
|                                                |                       | Alessandrina di Prussia          |                                                                |  |  |       |  |  | Federico Francesco II di Meclemburgo-Schwerin |  |  |                                        |  |
| Federico Francesco III di Meclemburgo-Schwerin |                       |                                  |                                                                |  |  |       |  |  | Federico Francesco II di Meclemburgo-Schwerin |  |  |                                        |  |
|                                                |                       | Augusta di Reuss-Köstritz        | Enrico LXIII di Reuss-Köstritz                                 |  |  |       |  |  |                                               |  |  |                                        |  |
|                                                |                       | Augusta di Reuss-Köstritz        | Enrico LXIII di Reuss-Köstritz                                 |  |  |       |  |  |                                               |  |  |                                        |  |
|                                                |                       | Augusta di Reuss-Köstritz        | Eleonora di Stolberg-Wernigerode                               |  |  |       |  |  |                                               |  |  |                                        |  |
| Federico Francesco IV di Meclemburgo-Schwerin  |                       | Augusta di Reuss-Köstritz        |                                                                |  |  |       |  |  |                                               |  |  |                                        |  |
|                                                |                       | Michail Nikolaevič Romanov       | Nicola I di Russia                                             |  |  |       |  |  |                                               |  |  |                                        |  |
|                                                |                       | Michail Nikolaevič Romanov       | Nicola I di Russia                                             |  |  |       |  |  |                                               |  |  |                                        |  |
|                                                |                       | Michail Nikolaevič Romanov       | Carlotta di Prussia                                            |  |  |       |  |  |                                               |  |  |                                        |  |
| Anastasija Michajlovna Romanova                |                       | Michail Nikolaevič Romanov       |                                                                |  |  |       |  |  |                                               |  |  |                                        |  |
|                                                |                       | Cecilia di Baden                 | Leopoldo di Baden                                              |  |  |       |  |  |                                               |  |  |                                        |  |
|                                                |                       | Cecilia di Baden                 | Leopoldo di Baden                                              |  |  |       |  |  |                                               |  |  |                                        |  |
|                                                |                       | Cecilia di Baden                 | Sofia Guglielmina di Svezia                                    |  |  |       |  |  |                                               |  |  |                                        |  |
| Anastasia di Meclemburgo-Schwerin              |                       | Cecilia di Baden                 |                                                                |  |  |       |  |  |                                               |  |  |                                        |  |
|                                                | Giorgio V di Hannover | Ernesto Augusto I di Hannover    |                                                                |  |  |       |  |  |                                               |  |  |                                        |  |
|                                                | Giorgio V di Hannover | Ernesto Augusto I di Hannover    |                                                                |  |  |       |  |  |                                               |  |  |                                        |  |
|                                                | Giorgio V di Hannover | Federica di Meclemburgo-Strelitz |                                                                |  |  |       |  |  |                                               |  |  |                                        |  |
| Ernesto Augusto di Hannover                    | Giorgio V di Hannover |                                  |                                                                |  |  |       |  |  |                                               |  |  |                                        |  |
|                                                |                       | Maria di Sassonia-Altenburg      | Giuseppe di Sassonia-Altenburg                                 |  |  |       |  |  |                                               |  |  |                                        |  |
|                                                |                       | Maria di Sassonia-Altenburg      | Giuseppe di Sassonia-Altenburg                                 |  |  |       |  |  |                                               |  |  |                                        |  |
|                                                |                       | Maria di Sassonia-Altenburg      | Amalia di Württemberg                                          |  |  |       |  |  |                                               |  |  |                                        |  |
| Alessandra di Hannover e Cumberland            |                       | Maria di Sassonia-Altenburg      |                                                                |  |  |       |  |  |                                               |  |  |                                        |  |
|                                                |                       | Cristiano IX di Danimarca        | Federico Guglielmo di Schleswig-Holstein-Sonderburg-Glücksburg |  |  |       |  |  |                                               |  |  |                                        |  |
|                                                |                       | Cristiano IX di Danimarca        | Federico Guglielmo di Schleswig-Holstein-Sonderburg-Glücksburg |  |  |       |  |  |                                               |  |  |                                        |  |
|                                                |                       | Cristiano IX di Danimarca        | Luisa Carolina d'Assia-Kassel                                  |  |  |       |  |  |                                               |  |  |                                        |  |
| Thyra di Danimarca                             |                       | Cristiano IX di Danimarca        |                                                                |  |  |       |  |  |                                               |  |  |                                        |  |
|                                                |                       | Luisa d'Assia-Kassel             | Guglielmo d'Assia-Kassel                                       |  |  |       |  |  |                                               |  |  |                                        |  |
|                                                |                       | Luisa d'Assia-Kassel             | Guglielmo d'Assia-Kassel                                       |  |  |       |  |  |                                               |  |  |                                        |  |
|                                                |                       | Luisa d'Assia-Kassel             | Luisa Carlotta di Danimarca                                    |  |  |       |  |  |                                               |  |  |                                        |  |
|                                                |                       | Luisa d'Assia-Kassel             |                                                                |  |  |       |  |  |                                               |  |  |                                        |  |